# Шахбудак-бей
Шах-Будак-бег (правил:1465; 1472—1479) — правитель бейлика Зулькадар из династии Зулькадаров. Сын правителя бейлика Зулькадар Сулайман-бега.

## Биография
После смерти Сулайман-бега его сын Шах-Будак-бег начал борьбу за престол. В 1465 году он убил своего старшего брата Арслан-бега Малика, но султан Мехмед II передал власть другому брату Арслан-бега, Шаху-Сувару. Тогда Шах-Будак отправился в Египет и обратился за помощью к султан мамлюков Каит-бею. В 1472 году войска мамлюков вторглись в Зулькадар. Шах-Савур был пленён и казнён мамлюками. После этого Шах-Будак стал эмиром. Вскоре против Шаха-Будака восстал его младший брат Бузкурд Ала ад-дин-даула. Бозкурду удалось заручится поддержкой как османов, так и мамлюков. В 1479 году Бузкурд Ала ад-дин-даула сверг Шах-Будака. Шах-Будак был пленён и выслан в Египет, где и закончил свою жизнь в заточении.